# Carrollton, Kentucky
Carrollton är en ort i Carroll County, Kentucky, USA. År 2000 hade orten 3 846 invånare. Den har enligt United States Census Bureau en area på 5,8 km². 
Carrollton är administrativ huvudort (county seat) i Carroll County.